# Égypte aux Jeux olympiques d'été de 1936
L'Égypte participe pour la 5e fois aux Jeux olympiques d'été,  à l’occasion des Jeux olympiques d'été de 1936 qui se déroulent à Berlin, en Allemagne. Le pays avait été absent aux Jeux de Los Angeles, en 1932.   L'Égypte est représentée par une délégation de 53 athlètes, tous masculins et se classe en 15e position au rang des nations. Les Egyptiens remportent 5 médailles dont 2 en or qui ont la particularité d’être toutes conquises dans un seul sport : l’Haltérophilie. Ce sont d’ailleurs les haltérophiles égyptiens qui terminent en tête du tableau de médailles spécifique à ce sport.

## Tous les médaillés égyptiens
| Médaille           | Nom                         | Sport         | Épreuve                          |
| ------------------ | --------------------------- | ------------- | -------------------------------- |
| Médaille d'or      | Mohammed Anwar Ahmed Mesbah | Haltérophilie | Poids léger (jusqu'à 67.5 kg)    |
| Médaille d'or      | Khadr Sayed El Touni        | Haltérophilie | Poids moyen (jusqu'à 75 kg)      |
| Médaille d'argent  | Saleh Soliman               | Haltérophilie | Poids plume (jusqu'à 60 kg)      |
| Médaille de bronze | Ibrahim Shams               | Haltérophilie | Poids plume (jusqu'à 60 kg)      |
| Médaille de bronze | Ibrahim Wasif               | Haltérophilie | Poids mi-lourd (jusqu'à 82.5 kg) |

## Sources
- (fr) Égypte sur le site du Comité international olympique
- (en) Bilan complet de l’Égypte sur le site olympedia.org